# 그리스인 조르바
《그리스인 조르바》(그리스어 원제: Βίος και Πολιτεία του Αλέξη Ζορμπά, 알렉시스 조르바의 삶과 모험, 영어: Zorba the Greek)는 그리스 작가 니코스 카잔차키스의 장편소설이다. 1946년에 처음 출간했으며, 대한민국에서는 1980년 이윤기가 번역하여 출간된 바가 있으며, 2018년에 유재원 교수가 그리스어 원전에서 직접 번역했다. 이 책의 주인공은 야생마 같이 거칠면서도 신비한 인물 알렉시스 조르바로, 그의 도움을 통해 책밖에 모르는 펜대잡이 삶에서 벗어나게 되는 젊은 그리스 지식인이 작품의 서술자로서 조르바라는 인물을 관찰하고 그의 면모를 전달한다.
이 소설은 1964년 그리스에서 같은 이름의 영화 《그리스인 조르바》가 제작되었고 1968년에는 뮤지컬로도 나왔다.

## 줄거리

### 1편
이 책은 1930년대, 바람이 거센 동 트기 직전의 항구 도시 피레아스의 한 카페에서 시작한다. 화자는 몇 개월간 만이라도 책들은 치워 버리자고 결심한 젊은 그리스 지식인이다. 그의 친구인 스타브리다키스가 박해받는 그리스인 동지들을 돕기 위해 카프카스를 떠나면서 그에게 남긴 따끔한 충고 덕이다. 그는 크레타를 향해 출발한다. 잠시 중단되었던 갈탄광 채굴을 다시 시작하고 농민과 노동자 계급 사람들과 함께 어울리고자 하는 생각이다.
그가 단테의 신곡에 막 몰두하려는 때 누군가 자신을 바라본다는 것을 느낀다. 고개를 돌려보니 거의 60대의 남자가 유리문 너머로 그를 보고 있다. 남자는 다짜고짜 들어와서는 그에게 다가와 자신을 함께 데려가라고 요구한다. 자신이 생각지도 못할 수프를 만들 줄 아는 요리사이자, 꽤 괜찮은 광부이며, ‘산투르’에 일가견이 있다고 소개하는 그 남자가 바로 이 소설의 주인공인 알렉시스 조르바이다. 화자는 그의 도발적인 말투와 태도가 마음에 들어서 그를 갈탄광의 채굴 감독으로 고용한다. 그렇게 그들의 인연은 시작된다.

### 2편
—

## 인용문
- 그렇다. 나는 그제야 알아들었다. 조르바는 내가 오랫동안 찾아 다녔으나 만날 수 없었던 바로 그 사람이었다. 그는 살아 있는 가슴과 커다랗고 푸짐한 언어를 쏟아 내는 입과 위대한 야성의 영혼을 가진 사나이, 아직 모태(母胎)인 대지에서 탯줄이 떨어지지 않은 사나이였다.
 언어, 예술, 사랑, 순수성, 정열의 의미는 그 노동자가 지껄인 가장 단순한 인간의 말로 내게 분명히 전해져 왔다.
- 반쯤은 무아지경으로 도취된 듯, 반쯤은 장난기 섞인 말투로 인간의 창조에 관한 엄청난 이야기를 엮어 나가기 시작했다.
“자, 잘 들어요, 두목. 어느 날 아침, 하느님은 기분이 울적해 가지고 일어났어요. 그러고는 중얼거리지요. ‘나도 참 한심한 하느님이야! 내겐 향불을 피워 줄 놈 하나, 심심풀이로나마 내 이름을 불러 줄 놈 하나 없으니! 늙은 부엉이처럼 혼자 사는 것도 이젠 지긋지긋해. 퉤!’ 이 양반은 손바닥에다 침을 탁 뱉고는 소매를 걷어붙이고 안경을 찾아 쓴 다음, 흙 한 덩어리를 집어 침을 퉤퉤 뱉어 이기고 개어 조그만 사내 하나를 만들고 이걸 벽에다 말렸어요. 이레 뒤에 하느님은 이걸 볕에서 거두어들였지요. 잘 말랐더랍니다. 하느님은 이걸 들여다보다 말고 그만 배를 쥐고 웃기 시작했지요. 뭐라고 했느냐 하면 이랬답니다. ‘이런 빌어먹을 놈의 솜씨. 이건 꼭 뒷다리로 선 돼지 꼴이잖아! 내가 만들려던 건 이런 게 아닌데. 다른 걸 만들 때는 실수 같은 걸 하지 않았는데!’ 하느님은 이 물건의 목덜미를 잡아 번쩍 들어올리면서 엉덩이를 냅다 걷어차면서 소리쳤지요. ‘꺼져, 썩 꺼져 버려! 지금부터 네가 해야 하는 일은 조그만 돼지 새끼를 잔뜩 까는 것이야. 이 땅은 네 것이다. 뛰어가! 왼발, 오른발, 왼발, 오른발, 구보……!’
하지만, 두목도 아시겠지만 그건 돼지가 아니었어요. 펠트 모자를 턱하니 쓰고 웃옷은 어깨에다 아무렇게나 걸쳐 입고, 줄을 잔뜩 세운 바지 차림에 빨간 술이 달린 터키 슬리퍼를 신고 있었어요. 그리고 허리띠에는 ‘내 너를 잡겠노라’이런 글귀가 새겨진 뾰족한 단검(이걸 준 것은 틀림없이 악마일 거예요)까지 차고 있었지요.
그게 사내였어요. 하느님이 사내에게 키스하라고 손을 척 내밀자 사내는 수염을 배배 꼬면서 이렇게 말했지요.‘이봐요, 영감, 비켜 줘야 가든지 말든지 하지!’”
- 몹시 시장했던지 우리 이야기는 먹는 것을 맴돌았다.
“무슨 음식을 특히 좋아하십니까, 영감님?”
“아무거나 다 좋아하지요. 이건 좋고, 저건 나쁘다고 하는 건 큰 죄악입지요.”
“왜요? 골라서 먹을 수 없다는 말씀이신가요?”
“안 되지요. 그럴 수는 없습니다.”
“왜 안 됩니까?”
“굶주리는 사람이 있으니까 그렇지요.” 나는 아무 말도 하지 않았다. 부끄러웠다. 내 마음은 일찍이 그런 품위와 연민의 높이에 이른 적이 없었기 때문이었다.
- "결국 당신은 내가 인간이라는 걸 인정해야 한다 이겁니다."  "인간이라니, 무슨 뜻이지요?"  "자유라는 거지!"

## 비판

### 여성관
조르바는 자신이 여성에게 나약한 존재임을 감추기 위해 여성을 악마 또는 가장 알 수 없는 존재등으로 폄하하지만, 그 저변에는 여성을 가장 사랑한 사람이었다.  과부를 성적인 대상으로만 묘사하기 도 했지만, 자살에 몰리게 된 과부를 보호하고자 노력하였다.  자신과 약혼을 한 오르탕스 부인이 죽자, 가장 슬퍼한 이도 조르바였다.  아무리 천박하게 늙은 여자에 대해서도 그에게는 성적인 대상이라는 암컷을 불러준 그도 조르바였다.

## 영향을 받은 인물
- 김정운 (1962년)[2]
- 정유정
- 조영남[3]
- 유시민
- 박웅현